# دودلي بنسون
دودلي بنسون (بالإنجليزية: Dudley Benson)‏ هو موسيقي نيوزلندي، ولد في 1983.